# 佐藤圭一 (コンサルタント)
佐藤 圭一（さとう けいいち、1973年 ‐ ）は、日本のブランディング・ディレクター、コンサルタント。TOPPANホールディングス 宣伝部長。

## 経歴
千葉県生まれ。慶應義塾大学大学院経営管理研究科修士課程修了（MBA）。WHU経営大学院（Otto Beisheim School of Management）国際単位交換プログラム修了。
広告会社の営業職を経て、2006年に凸版印刷株式会社入社。以来、ブランドコンサルティング部門にて、ブランディング・ディレクター／コンサルタントとして、企業理念・ビジョン策定、企業及びグループブランド戦略の立案、CI・VI開発、組織風土改革や広告・広報の支援など、ブランドを起点に企業経営とコミュニケーションの両サイドからコンサルティングサービスを提供。またコピーライターとして、理念やビジョンの制作をはじめ、コーポレートスローガンやネーミング開発も多数手掛ける。これまで、製造、金融、情報通信、サービスなど、多岐にわたる業種の企業のほか、地方公共団体や大学なども含めて、数多くのコーポレートブランディングプロジェクトに携わる。
2017年から凸版印刷（2023年からTOPPANホールディングス）の本社広報部門へ異動。変革を進めるTOPPANのリ・ブランディング活動に取り組む。2021年4月から宣伝部長。
日本マーケティング学会 常任理事、公益社団法人日本パブリックリレーションズ協会 理事・顕彰委員会委員長、公益社団法人日本アドバタイザーズ協会 ブランディング戦略委員会副委員長、 日本広報学会 会員など。

## 主な仕事
- 三菱重工業：企業ブランド強化に向けたコーポレートデザイン開発[7]
- 三菱日立パワーシステムズ：事業統合新会社設立におけるブランド開発[8]
- トクラス（旧ヤマハリビングテック）：社名変更に伴うブランディング支援[9]
- 安藤・間：合併新会社設立におけるブランド開発[10]
- 千代田化工建設：コーポレートブランディング[11]
- 巣鴨信用金庫：ビジュアルアイデンティティ開発[12]
- 千葉大学アカデミックリンクセンター：ビジュアルアイデンティティ開発[13]
- 東武鉄道：グループブランディング[14][15]
- SCSK：理念策定支援およびCCツール開発[16]
- BookLive：ビジュアルアイデンティティ開発[17]
- トモニホールディングス：経営統合による共同持株会社のブランド開発[18]
- タカハタプレシジョン：CI開発[19]
- TOPPAN：リ・ブランディング「すべてを突破する。TOPPA!!!TOPPAN」[20][21][22]
- TOPPAN：社名変更「凸版印刷は、TOPPANへ。」[23][24]
- TOPPAN：グループパーパス策定[25]

## 著書
- 『選ばれ続ける必然　誰でもできる「ブランディング」のはじめ方』（講談社、2016年）